# Teresa Górecka
Teresa Górecka (ur.  21 grudnia 1926 w Borysławiu, zm. 2006 r.) – polska geolog. Absolwentka Uniwersytetu Wrocławskiego. 
Urodziła się w rodzinie związanej z przemysłem naftowym. Po ukończeniu studiów podejmuje pracę w Dolnośląskiej Stacji Instytutu Geologicznego we Wrocławiu. W 1966 uzyskała stopień doktora nauk przyrodniczych. W 1968 podejmuje pracę na stanowisku adiunkta w Politechnice Wrocławskiej w Instytucie Geotechniki. W 1972 zostaje docentem, a od 1989 profesor na Wydziale Górniczym Politechniki Wrocławskiej. Od 1973 aż do przejścia na emeryturę w 1998 była kierownikiem Zakładu Geologii Złożowej i Kopalnianej. Za swoją pracę i działalność otrzymała wielokrotnie nagrody Dziekana, Rektora i Senatu Politechniki Wrocławskiej, wśród najważniejszych odznaczeń wymienić należy Złoty Krzyż Zasługi, Medal Komisji Edukacji Narodowej oraz Krzyż Kawalerski Orderu Odrodzenia Polski.